# هيج غوردون

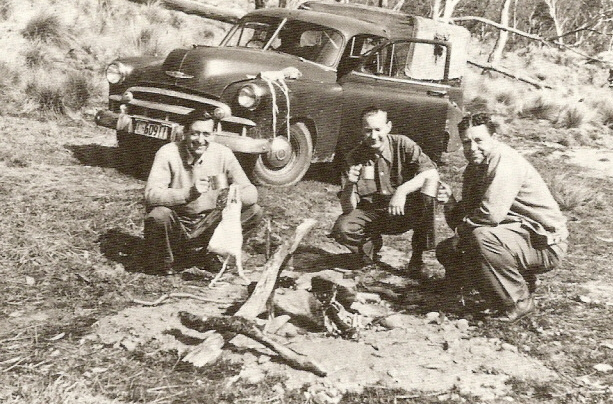
من اليسار إلى اليمين: فريد هاملتون، هارولد ويتلوك وهيج غوردون في رحلة ميدانية طفيلية.

هيج غوردون (بالإنجليزية: Hugh Gordon)‏ (من مواليد 28 مارس 1909 - 23 أبريل 2002) كان عالمًا بيطريًا أستراليًا رائدًا وأخصائيًا في علم الطفيليات. كان لدى غوردون مسيرة طويلة ومتميزة في الأبحاث البيطرية فأصبح خبيرًا عالميًا في مجال علم الطفيليات البيطرية.
كان من بين أهم إسهاماته في هذا المجال اكتشاف أن الفينوثيازين طارد ديدان آمن وفعال في الأغنام والماشية، هذا الاكتشاف مع إمكانية تصنيع المركب محليا حفظ لمربي الأغنام الأستراليين ملايين الدولارات.